# Microchromis zebroides
Microchromis zebroides är en fiskart som beskrevs av Johnson, 1975. Microchromis zebroides ingår i släktet Microchromis och familjen Cichlidae. IUCN kategoriserar arten globalt som sårbar. Inga underarter finns listade i Catalogue of Life.